# Atopowe zapalenie spojówek
Alergiczne zapalenie spojówek (łac. conjuctivitis allergica) – choroba alergiczna polegająca na nieprawidłowej reakcji immunologicznej przeciwko niektórym alergenom (np. pyłkom, sierści) . Schorzenie to charakteryzuje się swędzeniem, przekrwieniem, łzawieniem i obrzękiem spojówek .
Leczenie polega głównie na unikaniu ekspozycji na alergeny oraz stosowaniu leków przeciwhistaminowych, przeciwzapalnych i stabilizujących błonę komórkową mastocytów .